# Thuyền trưởng Phillips
Captain Phillips (Thuyền trưởng Philips) là bộ phim chính kịch - tiểu sử - giật gân Mỹ năm 2013 do Paul Greengrass đạo diễn, với sự tham gia diễn xuất của Tom Hanks và Barkhad Abdi. Bộ phim lấy cảm hứng từ câu chuyện có thật về vụ cướp biển Maersk Alabama năm 2009, trong đó thuyền trưởng Richard Phillips đã bị cướp biển Somali bắt làm con tin ở Kênh Guardafui.
Kịch bản được chắp bút bởi Billy Ray và dựa trên cuốn sách năm 2010 mang tên A Captain's Duty: Somali Pirates, Navy SEALs và Dangerous Days at Sea của Richard. Phillips và Stephan Talty. Phim được công chiếu lần đầu tại Liên hoan phim New York 2013, và được chiếu tại rạp vào ngày 11 tháng 10 năm 2013. Tác phẩm nổi lên như một thành công phòng vé khi thu về hơn 218 triệu đô la so với kinh phí 55 triệu đô la. Năm 2014, Captain Phillips nhận được sáu đề cử Giải Oscar, trong đó có Phim hay nhất, Kịch bản chuyển thể xuất sắc nhất và Nam diễn viên phụ xuất sắc nhất cho Abdi.

## Nội dung
Bộ phim mô tả lại vụ cướp biển Maersk Alabama xảy ra vào năm 2009, với nội dung chính lấy từ hình tượng Richard Phillips, thuyền trưởng của tàu bị nhóm hải tặc người Somali bắt làm con tin ở kênh Guardafui.

## Diễn viên

### Phi hành đoànMaersk Alabamavà những người liên quan
- Tom Hanks trong vai Richard "Rich" Phillips / "Ailen", Thuyền trưởng
- Catherine Keener trong vai Andrea Phillips, vợ của Phillips
- Michael Chernus trong vai Shane Murphy, sĩ quan đầu tiên
- David Warshofsky trong vai Mike Perry, kỹ sư trưởng
- Corey Johnson trong vai Ken Quinn, người chỉ huy
- Chris Mulkey trong vai John Cronan, thành viên phi hành đoàn cao cấp
- Mark Holden trong vai William Rios, chèo thuyền
- Angus MacInnes trong vai Ian Waller, thành viên phi hành đoàn
- Louis Mahoney trong vai Ethan Stoll, thành viên phi hành đoàn
- Vincenzo Nicoli trong vai Andrew, thành viên phi hành đoàn
- Maria Dizzia trong vai Allison McColl
- John Magaro trong vai Dan Phillips
- Gigi Raines trong vai Mariah Phillips
- Riann Steele trong vai Bernetti, US Maritime

### Cướp biển và những người liên quan
- Barkhad Abdi trong vai Abduwali Muse, thủ lĩnh cướp biển
- Barkhad Abdirahman trong vai Adan Bilal
- Faysal Ahmed trong vai Nour Najee
- Mahat M. Ali trong vai Walid Elmi
- Mohamed Ali trong vai Assad
- Issak Farah Samatar trong vai Hufan
- Idurus Shiish trong vai Idurus
- Azeez Mohammed trong vai Dawoud
- Nasir Jamas trong vai Eko

### Hải quân Hoa Kỳ và những người liên quan
- Yul Vazquez trong vai Chỉ huy Frank Castellano, sĩ quan chỉ huy, USS Bainbridge
- Max Martini trong vai chỉ huy DEVGRU
- Omar Berdouni trong vai Nemo, người phiên dịch tiếng Somali làm việc cho Hải quân Hoa Kỳ trong khuôn khổ Mission Essential.[6]
- Quân nhân bệnh viện Hạng hai Danielle Albert trong vai Quân đoàn trưởng bệnh viện O'Brien.[7][8]
- Kỹ thuật viên Kiểm soát Phòng cháy Hạng nhất (SW) Nathan Cobler trong vai Nhân viên Quân đoàn Bệnh viện Hạng nhất

## Phát hành

### Doanh thu
Captain Phillips đã thu về hơn 107 triệu USD ở Bắc Mỹ và 111,7 triệu USD ở các quốc gia khác với tổng doanh thu toàn cầu là 218,8 triệu USD, so với kinh phí 55 triệu USD.  Phim thu về 25,7 triệu USD trong tuần đầu công chiếu, xếp thứ hai tại phòng vé sau Gravity (43,2 triệu USD).
Bộ phim đã không thể phát hành ở Trung Quốc, điều này khiến Sony Pictures lo ngại về khả năng sinh lời của bộ phim. Dựa trên thông tin được tiết lộ trong vụ hack Sony Pictures, The Hollywood Reporter ước tính rằng bộ phim đã thu về lợi nhuận ròng là 39 triệu đô la, khi tính tất cả các chi phí và doanh thu cho bộ phim.

### Phê bình
Captain Phillips được công chiếu lần đầu vào ngày 20 tháng 9 năm 2013, mở đầu cho Liên hoan phim New York 2013. Bộ phim được khen ngợi về chỉ đạo, kịch bản, sản xuất, kỹ thuật quay phim và diễn xuất của Tom Hanks và Barkhad Abdi. Trên Rotten Tomatoes, phim cũng có tỷ lệ cà chua tươi là 93% dựa trên 274 bài phê bình, với điểm trung bình là 8,3/10. Sự đồng thuận phê bình của trang web có nội dung "Thông minh, hành động mạnh mẽ và cực kỳ mãnh liệt, Captain Phillips mang đến cho khán giả một bộ phim tiểu sử Hollywood được thực hiện đúng - và giới thiệu cho Tom Hanks một màn trình diễn xuất sắc khác". Trên Metacritic, bộ phim có số điểm 83 trên 100, dựa trên 48 nhà phê bình, cho thấy "sự hoan nghênh toàn cầu".
Phim được đề cử cho bốn giải Quả cầu vàng, bao gồm Phim hay nhất (Phim chính kịch), Nam diễn viên chính xuất sắc nhất (Tom Hanks), Nam diễn viên phụ xuất sắc nhất (Abdi) và Đạo diễn xuất sắc nhất (Greengrass). Tuy nhiên phim đã không giành được chiến thắng trong bất kỳ hạng mục nào. Phim cũng được đề cử cho 9 giải thưởng Điện ảnh Viện hàn lâm Anh, bao gồm Phim hay nhất, Chỉ đạo xuất sắc nhất (Greengrass), Nam diễn viên chính xuất sắc nhất (Hanks), Nam diễn viên phụ xuất sắc nhất (Abdi) và Kịch bản chuyển thể xuất sắc nhất. Abdi đã giành được giải thưởng duy nhất của bộ phim cho Nam diễn viên phụ xuất sắc nhất. Phim cũng được đề cử cho sáu giải Oscar, bao gồm: Hình ảnh đẹp nhất, Nam diễn viên phụ xuất sắc nhất (Abdi), Kịch bản chuyển thể hay nhất, Dựng phim hay nhất, Hòa âm hay nhất và Biên tập âm thanh hay nhất. Phim đã không giành được bất kì giải nào trong số các đề cử trên.

### Phát hành ngoài rạp
Captain Phillips đã được phát hành trên đĩa Blu-ray và DVD vào ngày 21 tháng 1 năm 2014.

## Tính chính xác của bộ phim

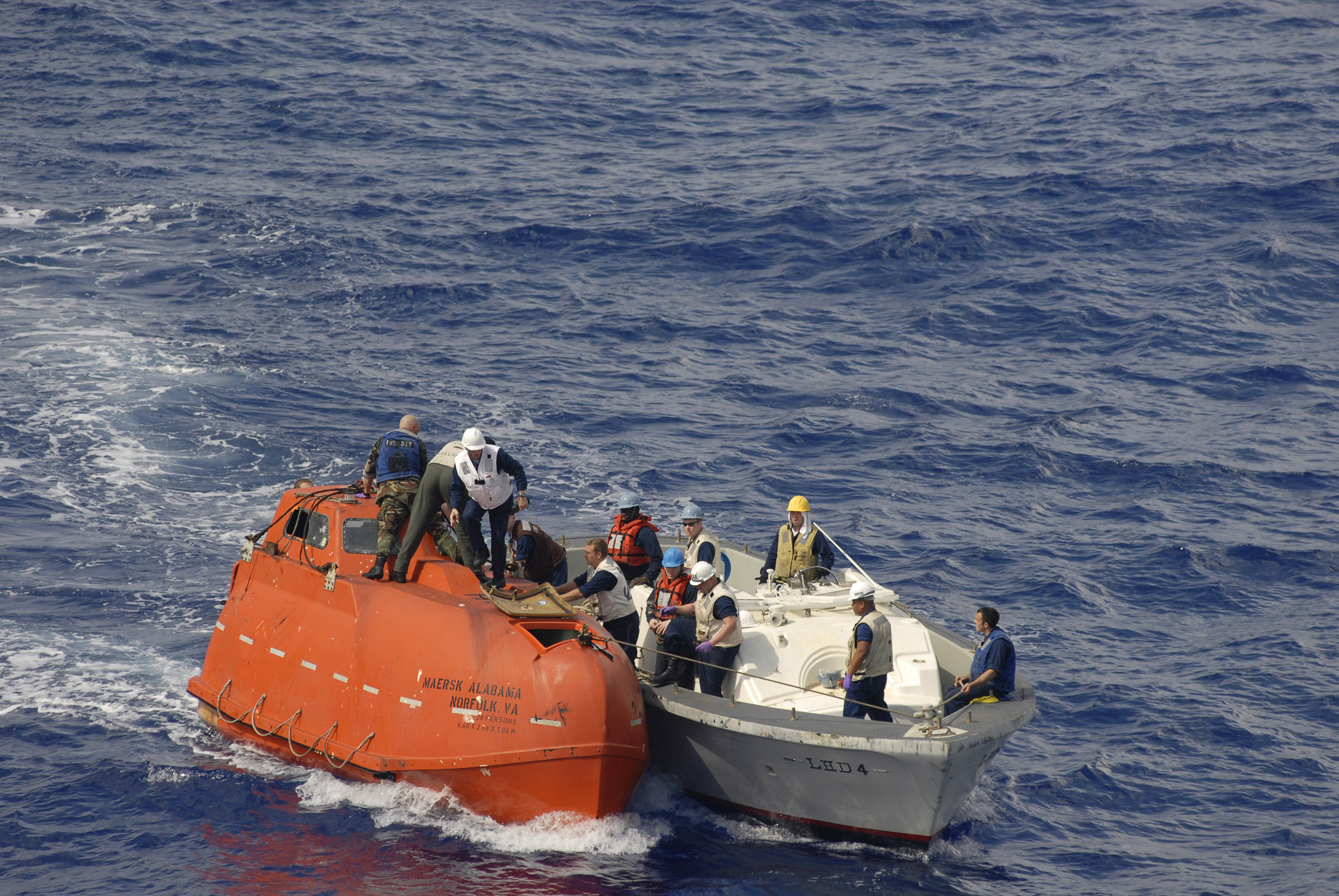
Thuyền trưởng Phillips bị bọn cướp biển giam giữ trong thuyền cứu sinh trong năm ngày.

Trong một bài báo trên tờ New York Post, một số thành viên phi hành đoàn của Maersk Alabama đã cáo buộc bộ phim không chính xác về sự thật và chân dung của Phillips, cho rằng Phillips không anh hùng như bộ phim mô tả về ông. Mike Perry, kỹ sư trưởng của Maersk Alabama, cũng khẳng định trong một cuộc phỏng vấn với CNN rằng bộ phim không kể sát theo câu chuyện thật.
Đạo diễn Paul Greengrass của bộ phim đã công khai tuyên bố rằng ông "đứng sau tính xác thực của Thuyền trưởng Phillips", bất chấp những lời phàn nàn về sự thiếu chính xác trong cách bộ phim miêu tả các sự kiện xung quanh vụ không tặc và "vào cuối ngày, rất dễ đưa ra những cáo buộc ẩn danh chống lại một bộ phim [...] nhưng sự thật rõ ràng [...] Tàu của Thuyền trưởng Phillips đã bị tấn công, và con tàu cùng thủy thủ đoàn và hàng hóa của nó đã cập cảng an toàn mà không bị thương hay mất mạng [...] Đó là câu chuyện chúng tôi đã kể, và đó là một câu chuyện chính xác." Người bạn thân đầu tiên của Phillips, Shane Murphy, nói trong một cuộc phỏng vấn với Vulture được công bố vào ngày 13 tháng 10 năm 2013 rằng anh hài lòng với cách bộ phim miêu tả cả Phillips và bản thân anh ấy, và nói rằng anh chỉ thất vọng vì bộ phim không chiếu cảnh quay của các phi hành đoàn 'gia đình ở nhà hoặc ý kiến của Tổng thống về vụ không tặc.

Blog hình ảnh Information is Beautiful đã suy luận rằng, trong khi tính đến giấy phép sáng tạo, bộ phim có độ chính xác 81,4% khi so sánh với các sự kiện trong đời thực và gọi nó là "khá chính xác".